# PDA
En PDA (på engelsk også: handheld computer eller palmtop) er en mobil computer. Det kan være en lommecomputer. PDA er en forkortelse for personal digital assistant.
PDA'er er stort set i alle sammenhænge blevet erstattet af smartphones.
De fleste PDA'er er udstyret med en trykfølsom skærm. Input foregår ved hjælp af en stylus. Tekst-input sker enten ved hjælp af et lille tastatur på skærmen eller ved hjælp af et særligt alfabet, hvor man tegner bogstaverne på skærmen med stylus.
Nogle PDA'er er udstyret med egentlige fysiske tastaturer.
Der findes mange forskellige typer PDA'er, men der er overordnet to styresystemer, som dominerer markedet. Det er henholdsvis PalmOnes OS og Microsofts Windows Mobile. Sidstnævnte kendes også som "Pocket PC".
PDA'en kan åbne links, lyd- og videofiler. Dette gør at den får nye anvendelsesmuligheder. Læger kan bruge den som erstatning for kittelbøgerne, og de kan med e-bogen demonstrere operationer, røntgenbilleder o.l. overfor patienten. Den kan bruges som manual med indlagte lyd- eller videoklip for ordblinde, svagtseende eller blinde.